# Carl Fey
Carl Fey, auch Karl Fey (* 17. Juli 1867 in Düsseldorf; † 1939), war ein deutscher Dekorations-, Landschafts-, Genre-, Tier-, Porträt- und Stilllebenmaler der Düsseldorfer Schule.

## Leben
Fey war in Düsseldorf als „Dekorationsmaler“ ansässig und Vater des 1894 dort geborenen Jagd- und Tiermalers Carl Otto Fey. Er unternahm Studienreisen, unter anderem in die Niederlande. Seine Fluss-, Kanal-, Küsten-, Heide- und Waldlandschaften traf er vor allem am Niederrhein und in Holland an. Etwa in Kinder- und Weinkellerszenen folgte er dem Themenkanon der zeitgenössischen Düsseldorfer Malerei. In der Genremalerei nutzte er auch historische Kostüme für die Darstellung seiner Motive. Neben Genre- und Landschaftsbildern schuf er Stillleben und Bildnisse. Seine Werke waren etwa in Bremen, Köln und Stockholm ausgestellt. Seine naturalistisch geprägte Malweise kennzeichnet eine moderat lockere, zuweilen skizzenhafte Faktur. In den Landschaften war ihm die Wiedergabe von Licht- und Wetterstimmungen wichtig.